# Onthophagus opacicollis
Onthophagus opacicollis là một loài bọ cánh cứng trong họ Bọ hung (Scarabaeidae).